# Entrische Kirche
Entrische Kirche är en grotta i Österrike.   Den ligger i distriktet Sankt Johann im Pongau och förbundslandet Salzburg, i den centrala delen av landet, 270 km väster om huvudstaden Wien. Entrische Kirche ligger 1 231 meter över havet.
Terrängen runt Entrische Kirche är huvudsakligen bergig, men åt nordväst är den kuperad. Terrängen runt Entrische Kirche sluttar norrut. Närmaste större samhälle är Sankt Johann im Pongau, 11,5 km nordost om Entrische Kirche. 
I omgivningarna runt Entrische Kirche växer i huvudsak blandskog. Runt Entrische Kirche är det ganska glesbefolkat, med 45 invånare per kvadratkilometer.